# ويليام شيروود فوكس
ويليام شيروود فوكس (بالإنجليزية: William Sherwood Fox)‏ هو عالم لغوي كلاسيكي كندي وأمريكي، ولد في 17 يونيو 1878 في Throopsville ‏ في الولايات المتحدة، وتوفي في 14 أغسطس 1967 في لندن في كندا.